# Rukomet na Mediteranskim igrama 2013.
Rukometni turnir na MI 2013. održan je u Mersinu u Turskoj. Branitelj naslova bila je srbijanska reprezentacija. 

## Sastavi
- Francuska:
- Slovenija: Urban Lesjak, Matevž Skok, Matej Gaber, Uroš Bundalo, Vid Poteko, Simon Razgor, Niko Medved, Sebastian Skube, Borut Mačkovšek, Mario Šoštarič, Gašper Marguč, Jure Dolenec, Miha Svetelšek, Mitja Nosan, Jernej Papež, Dean Bombač. Trener:
- Egipat: Abouebaid, Radwan, Abdelrahman, Issa Bakir, Mohamed A., Elbassiouny, Elmasry, Eid, Elwan, Elahmar, Khalifa, Hendawy Shebib, Mohamed A.Z., Abdelrhaim[1]
- Srbija: Strahinja Milić, Dobrivoje Marković, Nemanja Ilić, Draško Nenadić, Bojan Todorović, Zoran Nikolić, Miloš Dragaš, Luka Mitrović, Nemanja Zelenović, Ljubomir Jošić, Mihailo Radovanović, Mijailo Marsenić, Miljan Pušica, Ilija Abutović, Darko Đukić, Strahinja Stanković
- Tunis: Ahmed Amine Bedoui, Wassim Helal, Marouan Chouiref, Jihed Jaballah, Kamel Alouini, Abdelhak Ben Salah, Selim Hedoui, Mohamed Souissi, Mosbah Sanai, Wael Jallouz, Mohamed Tajouri, Mohamed Ali Bhar, Aymen Toumi, Aymen Hammed, Oussama Boughanmi, Amine Bannour. Trener:
- Alžir:
- Grčka:
- Turska:
- Hrvatska: Ivan Pešić, Ivan Stevanović, Hrvoje Batinović, Lovro Šprem, Jerko Matulić, Nik Dominik Tominec, Marino Marić, Filip Gavranović, Ivan Slišković, Stefan Vujić, Marko Matić, Luka Stepančić, Robert Markotić, Igor Karačić, Damir Batinović, Josip Vidović. Trener: Slavko Goluža
- Makedonija:
- Italija: Pierluigi Di Marcello, Vito Fovio, Luis Felipe Gaeta, Umberto Giannoccaro, Pasquale Maione, Damir Opalić, Denis Radovčić, Matteo Resca, Francesco Rubino, Valerio Sampaolo, Michele Škatar, Tin Tokić, Dean Turković, Vito Vaccaro, Francesco Volpi. Trener:

Zbog odustajanja Francuske ždrijeb skupina je ponovljen. 
Ovako je izgledao prvotan ždrijeb:
- skupina A: Francuska, Slovenija, Egipat
- skupina B: Srbija, Tunis, Alžir, Grčka
- skupina C: Turska, Hrvatska, Makedonija, Italija

## Turnir

### Skupina A
| Nadnevak   | 1. momčad           | Ishod | 2. momčad           |
| ---------- | ------------------- | ----- | ------------------- |
| 23. lipnja | Sjeverna Makedonija | 27:26 | Alžir               |
|            | Turska              | 34:30 | Italija             |
| 24. lipnja | Srbija              | 29:30 | Turska              |
|            | Alžir               | 24:23 | Italija             |
| 25. lipnja | Srbija              | 34:21 | Alžir               |
|            | Sjeverna Makedonija | 20:33 | Italija             |
| 26. lipnja | Srbija              | 27:19 | Sjeverna Makedonija |
|            | Turska              | 26:24 | Alžir               |
| 27. lipnja | Sjeverna Makedonija | 24:23 | Turska              |
|            | Srbija              | 22:23 | Italija             |

|    | Tablica             | I | Pob. | Ner. | Por. | Pos. P | Prim. P | RP  | Bodovi |
| -- | ------------------- | - | ---- | ---- | ---- | ------ | ------- | --- | ------ |
| 1. | Turska              | 4 | 3    | 0    | 1    | 113    | 107     | +6  | 6      |
| 2. | Italija             | 4 | 2    | 0    | 2    | 109    | 100     | +9  | 4      |
| 3. | Srbija              | 4 | 2    | 0    | 2    | 112    | 93      | +19 | 4      |
| 4. | Sjeverna Makedonija | 4 | 2    | 0    | 2    | 90     | 109     | -19 | 4      |
| 5. | Alžir               | 4 | 1    | 0    | 3    | 95     | 110     | -15 | 2      |

### Skupina B
| Nadnevak   | 1. momčad | Ishod | 2. momčad |
| ---------- | --------- | ----- | --------- |
| 23. lipnja | Tunis     | 27:18 | Grčka     |
|            | Slovenija | 28:33 | Egipat    |
| 24. lipnja | Slovenija | 40:20 | Grčka     |
|            | Hrvatska  | 32:26 | Tunis     |
| 25. lipnja | Hrvatska  | 32:34 | Slovenija |
|            | Egipat    | 26:16 | Grčka     |
| 26. lipnja | Hrvatska  | 28:25 | Egipat    |
|            | Slovenija | 32:32 | Tunis     |
| 27. lipnja | Tunis     | 22:27 | Egipat    |
|            | Hrvatska  | 28:24 | Grčka     |

|    | Tablica   | I | Pob. | Ner. | Por. | Pos. P | Prim. P | RP  | Bodovi |
| -- | --------- | - | ---- | ---- | ---- | ------ | ------- | --- | ------ |
| 1. | Hrvatska  | 4 | 3    | 0    | 1    | 120    | 109     | +11 | 6      |
| 2. | Egipat    | 4 | 3    | 0    | 1    | 111    | 94      | +17 | 6      |
| 3. | Slovenija | 4 | 2    | 1    | 1    | 134    | 117     | +17 | 5      |
| 4. | Tunis     | 4 | 1    | 1    | 2    | 107    | 109     | -2  | 3      |
| 5. | Grčka     | 4 | 0    | 0    | 4    | 78     | 121     | -43 | 0      |

### Poluzavršnica
29. lipnja 2013.
- Hrvatska -  Italija 23:21
- Turska -  Egipat 22:25

### Utakmica za broncu
30. lipnja 2013.
- Italija -  Turska 26:32

### Utakmica za zlato
30. lipnja 2013.
- Hrvatska -  Egipat 23:28

| Pobjednici         |
| ------------------ |
| Egipat Prvi naslov |